# Ladevèze-Ville
Ladevèze-Ville è un comune francese di 274 abitanti situato nel dipartimento del Gers nella regione dell'Occitania.

## Società

### Evoluzione demografica
Abitanti censiti